# سلمان الحمود الصباح
سلمان صباح السالم الحمود الصباح ولد في الأول من أكتوبر عام 1960، وزير كويتي سابق، ورئيس الإدارة العامة للطيران المدني مُنذ عام 2017 حتى 22 مارس 2021.

## سيرته
- عُين وزيرًا للإعلام ووزير الدولة لشؤون الشباب ضمن التشكيل الوزاري لحكومة دولة الكويت بتاريخ 16 ديسمبر 2012.
- عُين وزيرًا للإعلام ووزير الدولة لشؤون الشباب ضمن التشكيل الوزاري لحكومة دولة الكويت بتاريخ 6 أغسطس 2013.

## المؤهلات العلمية
- بكالوريوس علوم سياسية وعلم الإدارة في جامعة الكويت بتفوق.[1]

## الأعمال والمسؤوليات من 1982 إلى 2017
- 1982 عمل بمكتب سمو ولي العهد ورئيس مجلس الوزراء بوظيفة «باحث سياسي».
- رئيس قسم الشؤون المحلية وممثل مكتب سمو ولي العهد ورئيس مجلس الوزراء في مجلس الأمة.
- مسؤولاً عن الالتماسات والشكاوى العامة التي تقدم في مكتب سمو ولي العهد ورئيس مجلس الوزراء.
- 1988 انتقل إلى وزارة الداخلية، وعين نائبًا للمدير العام.
- 1990 - 1991 رئيس المكتب الخاص في الطائف بالمملكة العربية السعودية خلال فترة العدوان الغاشم على دولة الكويت.
- 1993 عين مديرًا للهيئة الإدارية بدرجة وكيل مساعد في الحرس الوطني.
- 2002 تم ترقيته إلى درجة وكيل وزارة في منصبه.
- 2009 عين مستشارًا لوزير الداخلية.
- 2011 تم تعيينه وكيلاً لوزارة الاعلام.
- 2012 تولى حقيبتي وزارة الاعلام ووزارة الدولة لشؤون الشباب.
- أُعيد تكليفه في أغسطس 2013 بتولي حقيبتي وزارة الاعلام ووزارة الدولة لشؤون الشباب.
- 2016 رئيس مجلس إدارة الهيئة العامة للشباب.
- 2017 رئيس للإدارة العامة للطيران المدني الكويتي بدرجة وزير حتى 2021.

## الدورات التدريبية
- 2001 حصل على دورة في القيادة العليا بجامعة هارفارد ـ كلية جي اف كنيدي للعلوم السياسية بولاية بوسطن الأمريكية.
- 2001 حصل على دورة في إدارة نظم المعلومات والحكومة الإلكترونية من جامعة لندن للإدارة.

## السيرة الرياضية
- 1975 رامياً في نادي الصيد والفروسية بصبحان.
- 1981 أول مشاركة خارجية له في بطولة الإخاء العربي بالرياض، وحصل على المركز الأول في السكيت والميدالية الذهبية.
- 1983 عين مقرراً للجنة الرماية المنبثقة عن اللجنة الأولمبية الكويتية.
- 1986 رئيس لجنة الرماية الكويتية حتى اشهار نادي الرماية عام 1994.
- 1987 انتخب نائب أول لرئيس الاتحاد العربي للرماية.
- 1994 انتخب رئيساً لمجلس إدارة نادي الرماية الكويتي الرياضي.
- 1995 انتخب رئيساً للجنة التنظيمية للرماية لدول مجلس التعاون الخليجي.
- 2004 انتخب رئيساً للاتحاد الآسيوي للرماية.
- 2006 انتخب عضواً في المجلس الإداري للاتحاد الدولي للرماية، كما انتخب عضواً في اللجنة التنفيذية للاتحاد الدولي للرماية.
- 2010 انتخب نائباً لرئيس الاتحاد الدولي لرياضة الرماية الدولية حتى تاريخه.

## الحالة الاجتماعية
- متزوج ولديه من الأبناء خمس بنات وولدان وهم:
- صباح
- حمود